# جعفر مختاری‌فر

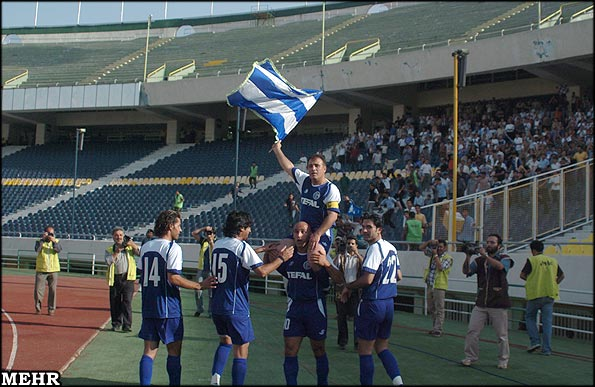
روز خداحافظی جعفر مختاری فر

جعفر مختاری‌فر (زاده ۱۵ اسفند ۱۳۳۷ در تهران) کاپیتان و هافبک تکنیکی برجسته اسبق تیم استقلال و تیم ملی ایران است. وی یکی از بهترین بازیکنان فوتبال از نظر فنی و اخلاقی در تاریخ ورزشی ایران شناخته می‌شود.

## سال‌های نخست
جعفر مختاری‌فر ۱۵ اسفند ۱۳۳۷ در محلهٔ جوادیه تهران به دنیا آمده و از همان محله و زمین خاکی‌های قدیمی جوادیه که خاستگاه مهمی برای تولد ستاره‌های بزرگی در فوتبال ایران بوده پا به توپ شده‌است. سپس جذب تیم مهرنور و بعد باشگاه فوتبال دارایی تهران می‌شود هرچند در هفده سالگی از سوی ولادمیر جکیچ مربی خارجی تاج تهران مورد پسند قرار می‌گیرد که به تاج برود اما خودش می‌گوید به دلیل اینکه می‌دانسته با حضور ملی پوشان قدری که در ترکیب تاج حضور دارند هرگز به او بازی نمی‌رسد پیشنهاد جکیچ را رد می‌کند و رفتن به این تیم را به زمانی دیگر و مناسب موکول می‌کند زمانی که بتواند شایستگی‌هایش را بهتر به نمایش بگذارد و این زمان تا سال ۶۱ و ۶۲ به طول انجامید.

## دوران حرفه‌ای
سال ۱۳۶۲ و در پی ابراز علاقهٔ منصور پورحیدری جعفر مختاری‌فر از دارایی به استقلال می‌رود، وی در همان سال با این تیم قهرمان جام باشگاه‌های تهران ۱۳۶۲ می‌شود. دو سال بعد وی باز هم با آبی‌های پایتخت قهرمان جام باشگاه‌های تهران ۱۳۶۴ می‌شود. گل او در دیدار نیمه نهایی مقابل هما یکی از بیاد ماندنی‌ترین گلهای وی می‌باشد. ولی بعد از این قهرمانی تعدادی از ستاره‌های استقلال جذب تیمهای دیگر می‌شوند و استقلال دچار افت ۴ساله می‌شود. دقیقاً در روزهایی که استقلال آشفته‌ترین سالها را سپری می‌کرد مختاری فر در بهترین شرایط فوتبالی خود قرار داشت به همین دلیل با استقلال روزهای سختی را تجربه می‌کرد. با وجود پیشنهاد از تیمهای عربی به درخواست هواداران در استقلال ماندنی می‌شد. از سال ۱۳۶۸ مختاری فر باز هم روی خوش فوتبالی را دید، وی موفق شد با استقلال به قهرمانی لیگ ایران در جام قدس ۶۹–۱۳۶۸ دست یابد و جام باشگاه‌های تهران ۱۳۷۰ را کسب کند. سر انجام جعفر مختاری فر به بالاترین افتخار باشگاهی دست یافت و موفق شد با استقلال قهرمان جام باشگاه‌های آسیا ۹۱–۱۹۹۰ شود. او سابقه بازی در فوتبال قطر هم به لژیونر در کارنامه ورزشی خود دارد. ُ یکی از بزرگترین ناکامی های     مختاری فر  مصدومیت و از دست دادن فرصت حضور در   بازیهای آسیایی ۱۹۹۰ پکن بود که تیم ملی ایران قهرمان این رقابتها شد . جعفر مختاری فر ۱۵ بازی برای تیم ملی فوتبال ایران انجام داد. 

## گلزنی در دربی و مرگ هوادار
در سال ۱۳۶۷ در دیدار استقلال مقابل پرسپولیس در حالیکه استقلال یک پنالتی را از دست داده بود و در ادامه پرسپولیس یک بر صفر پیش بود در اواسط نیمه دوم جعفر مختاری فر گلزنی می‌کند و پرسپولیس برد را از دست می‌دهد، با این گل و به دلیل فشار عصبی به هواداران تیم رقیب متأسفانه ۳ تن از حامیان این تیم دچار سکته قلبی می‌شوند که به اورژانس منتقل می‌شوند. تلاش برای نجات آنها سریعاً انجام می‌شود ولی در نهایت احیای یکی از این طرفداران بی‌نتیجه می‌ماند و این هوادار پرسپولیس جان خود را از دست می‌دهد. جعفر مختاری فر همیشه از این حادثه ابراز تاسف کرده‌است.

## بازی خداحافظی

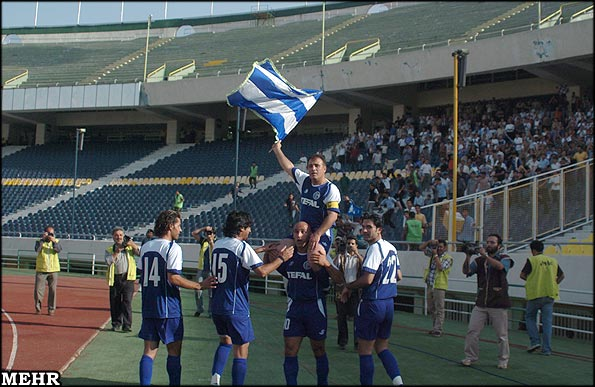
مختاری‌فر در بازی خداحافظی‌اش مقابل منتخب سائوپائولو

در روز ۹ تیر ماه سال ۱۳۸۴ باشگاه استقلال به عنوان قدردانی از جعفر مختاری‌فر که ۴۷ ساله شده بود و ۱۴ سال از زمان دوری‌اش از فوتبال و استقلال گذشته بود همراه عباس سرخاب ۳۹ ساله دیداری دوستانه با باشگاه فوتبال سائو پائولو از برزیل برگزار کرد. در این مسابقه مختاری‌فر ۱۵ دقیقه در زمین بود.

## افتخارات
استقلال تهران
جام باشگاه‌های آسیا
قهرمان آسیا (۱) :جام باشگاه‌های آسیا ۹۱–۱۹۹۰
لیگ فوتبال ایران
قهرمان لیگ ایران (۱): لیگ قدس ۶۹-۱۳۶۸
لیگ فوتبال استان تهران
قهرمان جام باشگاه‌های تهران (۳): ۱۳۶۲، ۱۳۶۴، ۱۳۷۰
بین المللی
قهرمان جام استقلال قطر  ۱۳۷۰
سایپا تهران
قهرمان سوپر جام تهران ۱۳۷۱